# 新島卓矢
新島卓矢（にいじま たくや、1986年（昭和61年）12月12日 - ）は、日本の元体操競技選手。体操競技パフォーマー、指導者。
One on Oneバク転・アクロバット教室代表。One on One(同）所属。
よしもと興業ふるさとアスリート。

## 経歴・人物
5歳で体操を始める。
5年生で全国大会に出場。翌年、全国大会の鉄棒競技に於いて優勝を果たす。
体操クラブで体操を続け、中学3年時、全国大会で個人総合7位に入賞。
名門洛南高校に進学。3年時のインターハイで、団体総合準優勝、個人総合3位入賞。
同年、初めて国際大会にも出場。順天堂大学に進学。
大学3年時に膝の半月板を損傷し、手術をする。
4年生でキャプテンに就任。チームを引っ張り、インカレ団体優勝を果たす。
大学卒業後、セントラルスポーツ（株）に入社、スポーツ奨励社員として体操を続ける。
春の全日本選手権でナショナル選手入りを果たし、ユニバーシアード日本代表に選ばれ、団体優勝。
2010年、ワールドカップ杯ドイツ大会で鉄棒3位入賞を果たす。
2012年ロンドンオリンピック国内予選に出場するも予選敗退。引退へ。
引退後、セントラルスポーツにて、体操の指導を行う。
2013年～15年までサムライ・ロック・オーケストラにて体操競技パフォーマーとして活躍。
その後は、子供たちの体操、アクロバットの指導を行ないながら、様々なメディアで体操競技パフォーマーとして活動。
現在ウルトラヒーローズアクロバトルクロニクルに夏川一平役として出演中。
2014年 少人数制のバク転教室を開講、のちに教室名をOne on Oneバク転・アクロバット教室とする。
教室名は少人数制でひとりひとりと向き合い、ひとりひとりに合った指導を行なうという理念からきている。
2016年にOne on Oneアクロバットスタジオ（江戸川区中央4--20-13)を構える。
体操選手の中では173cmと長身なことから、ダイナミックな演技が特徴的でCMなどに出演することも多い。
保健体育科教員免許、専修免許保有。

## 出演履歴
| ‘12.10    | 超体感アトラクションDEKITA（TBS系)!"吊り革インポッシブル”                                                        |
| ‘13.4     | コカ・コーラ社 「ジョージアBOSS」 CM                                                                             |
| ‘13.4     | ももいろクローバーZ 春の一大事2013                                                                               |
| ‘13.5～12 | サムライ・ロック・オーケストラ WORLD～旋律のプリンセス～ セカンドセッション                                      |
| ‘13.5     | モバゲーCM |
| ‘13.8     | ももいろクローバーZ 夏のバカ騒ぎ2013                                                                             |
| ‘13.8     | ドラマ「斎藤さん２」（日テレ系）                                                                                 |
| ‘13.10    | 世界一受けたい授業（日テレ系）バク転指導                                                                         |
| ‘13.12    | 紅白歌合戦（NHK）ゴールデンボンバー鉄棒パフォーマンス                                                            |
| ‘14.1     | リクルート企業ポスターモデル                                                                                     |
| ‘14.3～4  | よみうりランド 日テレらんらんホールこけら落とし公演 「アクロバットダンスミュージカル～プリンセスの奏でる秘密～」 |
| ‘14.5     | 日本スポーツ振興センターCM "さよなら国立競技場"                                                                  |
| ‘14.6～12 | サムライ・ロック・オーケストラサードセッション～黒の王の力～                                                     |
| ’14.７    | auひかり web CM “2 Men 3 Legs”                                                                                   |
| ‘14.7     | ももいろクローバーZ 夏のバカ騒ぎ2014 "桃神祭"                                                                    |
| ‘14.11    | 東京スポーツタウン＠浅草寺 体操パフォーマンス                                                                    |
| ‘14.12    | AKB48 紅白対抗歌合戦                                                                                             |
| ‘14.12    | ボクシングフェス2014 SUPER BOXEO(CX系) ゲストパフォーマンス                                                      |
| ’14.12    | よしもと興業 ふるさとアスリート（FA) 登録                                                                        |
| ’15.３～7 | ウルトラヒーローズ THE LIVE アクロバトルクロニクル 夏川一平（ウルトラマンタロウ）役                              |
| ’15.10    | スポーツ博覧会2015 体操体験コーナー講師                                                                          |
| ’15.11    | よしもとふるさとアスリート 大人の体操教室 ”バク転を覚えてヒーローになろう”                                       |
| ’15.11    | ルミネtheよしもと“と千原ジュニア” バク転指導                                                                     |
| ’15.11    | よしもとお笑いステージ＆スポーツフェスin山梨 バク転教室                                                          |
| ’16.1     | LOTTE 「乳酸菌ショコラ」WebCM                                                                                    |
| ’16.4     | 大塚製薬 「ポカリスエットゼリー」 Jelly and Go!篇 CM                                                             |
| ’16.9～   | ウルトラヒーローズ THE LIVE アクロバトルクロニクル 夏川一平（ウルトラマンタロウ）役                              |
| ‘17.1     | なら≒デキ (テレビ朝日系) ”元体操選手なら小学生チャンピオンに勝てるはず”出演                                      |
| ‘17.3     | ソフトバンクCM 「体操」編 体操競技監修                                                                           |
| ‘17.3     | イトーヨーカドー「超・形態安定シャツ」CM スタント＆出演                                                          |